# Love Story 2050
 (août 2013).
Si vous disposez d'ouvrages ou d'articles de référence ou si vous connaissez des sites web de qualité traitant du thème abordé ici, merci de compléter l'article en donnant les références utiles à sa vérifiabilité et en les liant à la section « Notes et références ».
Pour plus de détails, voir Fiche technique et Distribution.
Love Story 2050 est un film indien réalisé par Harry Baweja (en), sorti en 2008.
Écrit par Bhavani Iyer et produit par Pammi Baweja (en), le film a pour acteurs principaux Harman Baweja (en), le fils du producteur, et Priyanka Chopra.

## Synopsis
Sydney, 2008. Karan est un jeune homme de 23 ans qui vit toujours dans la maison familiale ; sa mère est morte quand il était plus jeune et son père, un riche homme d'affaires, le délaisse. Karan ne voit pas de sens à sa vie et multiplie les activités oisives (jeux vidéo, sports extrêmes, virées en voiture de sport...), jusqu'au jour où il rencontre Sana, une jeune étudiante timide. Tout semble les opposer mais un amour profond naît entre eux. Lorsque Sana part rejoindre sa famille dans le nord de l'Australie pendant les congés, Karan décide d'aller la retrouver, se laissant guidé par un papillon qui semble lui indiquer la destination. Il s'installe alors chez son oncle Ya, un scientifique renommé qui vit dans la même ville que les parents de Sana et qui travaille depuis 15 ans sur la construction d'une machine à voyager dans le temps.
Karan cherche la jeune femme dans les alentours et ils se retrouvent par hasard. Alors que leur amour, jusqu'ici implicite, éclate au grand jour, la mère de Sana croit à un miracle divin car elle priait justement pour que sa fille trouve l'homme de sa vie. Extrêmement enthousiaste, elle précipite les préparatifs pour les marier et va consulter l'oncle Ya pour les prédictions astrologiques. Au même moment, Karan s'amuse à faire découvrir le laboratoire de son oncle à Sana et lui propose d'essayer la machine, dont il sait pourtant qu'elle n'est pas encore au point. Sana exprime le désir de revoir sa ville natale, Mumbai, et Karan lui propose de la découvrir dans le futur en tapant une date au hasard au XXIe siècle : les yeux fermés, Sana tape alors « 50 », mais la machine ne marchant pas, Karan provoque un court-circuit en enclenchant le processus.
À la suite de cela, Sana exprime le souhait de manger une glace et promet à Karan son premier baiser, mais la jeune femme est accidentellement renversée par un bus. À la suite de sa mort, Karan est dévasté. Mais l'oncle Ya découvre enfin la solution pour faire fonctionner sa machine et annonce à Karan qu'il a alors l'opportunité de revenir quelques jours en arrière pour tenter de sauver Sana. À la grande surprise du scientifique, le jeune homme refuse cette suggestion car, guidé par une intuition, il préfère se rendre Mumbai en 2050, persuadé qu'elle s'y est réincarnée car Sana n'aurait pas finalement pas choisi ce lieu et cette date au hasard. Karan et l'oncle Ya voyagent alors jusqu'en 2050, accompagné de Rahul et Thea, les jeunes frère et sœur de Sana, venus clandestinement avec eux dans l'espoir de revoir leur grande sœur.
Dans le futur, ils sont aidés par QT, un robot androïde femelle que l'oncle Ya répare. Ils découvrent alors que Sana s'est réincarnée en une star mondiale de la chanson, Zeisha, qui vit avec un ours en peluche robotique, Boo. Zeisha n'est plus la timide Sana et semble plus proche encore de Karan que ne l'était Sana. Mais deux personnes se mettent en travers du chemin de Karan : Mana, la manager de Zeisha qui pense que Karan nuit à la carrière de la chanteuse, et le docteur Hoshi, un scientifique mégalomane, doué d'une capacité à se téléporter, qui souhaite s'emparer de la machine de l'oncle Ya.
À la suite de plusieurs péripéties, les quatre personnages parviennent à revenir en 2008 en emmenant avec eux Zeisha, QT et Boo. La mère de Sana est persuadée que sa fille a ressuscité et Karan demande Zeisha/Sana en mariage.

## Fiche technique
Sauf indication contraire, les informations mentionnées dans cette section peuvent être confirmées par la base de données cinématographiques IMDb,  présente dans la section « Liens externes ».
- Titre : Love Story 2050
- Réalisation : Harry Baweja (en)
- Scénario : Harry Baweja (en), Bhavani Iyer, Mayur Puri, Karan Razdan, Prem Soni et Suparn Varma
- Musique : Anu Malik, Amar Mohile et Monty Sharma
- Chansons :
  - Composition : Anu Malik
  - Paroles : Javed Akhtar
  - Interprétation des chansons : Kunal Ganjawala, Alka Yagnik, Shaan (en) et Krishnakumar Kunnath
- Photographie : Vijay Kumar Arora
- Montage : Hemal Kothari
- Production : Pammi Baweja (en)
- Société de production : Adlabs Films, Baweja Movies, Bollywood Hollywood Production et Films & Casting Temple
- Budget : 50 crores Rs
- Pays de production :  Inde et  Australie
- Langues originales : hindi et anglais
- Genre : action, aventure, drame, film musical, romance et science-fiction
- Durée : 180 minutes
- Dates de sortie :
  - Inde : 4 juillet 2008
  - Australie : 4 juillet 2008
  - Royaume-Uni : 4 juillet 2008
  - France : 22 octobre 2009 (sortie directe en DVD)

## Distribution
Sauf indication contraire, les informations mentionnées dans cette section peuvent être confirmées par la base de données cinématographiques IMDb,  présente dans la section « Liens externes ».
- Harman Baweja (en) : Karan Malhotra / l'androïde ZXPD 450
- Priyanka Chopra : Sana / Zeisha
- Boman Irani : Docteur Yatinder Khanna, dit Oncle Ya (oncle de Karan)
- Archana Puran Singh : Sangeeta Bedi, la mère de Sana
- Shishir Sharma (en) : Vishal Bedi, le père de Sana
- Aman Batala : Rahul Bedi, le petit frère de Sana
- Dalip Tahil : Ravi Malhotra, le père de Karan
- Kurush Deboo (en) : Jimmy Dhinchuck, le hacker
- Karan Veer Mehra (en)
- Karan Mehra (en) : un ami de Karan
- Harsh Vasishta : un ami de Karan
- Mehezabeen Sarela : Sheena, l'amie de Sana

## Production
Ce film a nécessité l'appui de cinq studios internationaux d'effets spéciaux, témoignant ainsi de l'internationalisation du cinéma indien, et de son développement. Les implications techniques ont été telles que la sortie du film a été repoussée plusieurs fois, jusqu'en juillet 2008.
À l'origine, le rôle de l'héroïne était dévolu à Kareena Kapoor qui n'a pas eu la possibilité de se libérer pour jouer le personnage.

## Analyse
L'idée de Love Story 2050 reprend des grands thèmes chers au monde occidental et primordiaux dans la culture indienne. Le voyage dans le temps fait directement référence à la machine à voyager dans le temps de H. G. Wells. La notion de réincarnation, dans sa conception hindouiste, est aussi utilisée dans le film, notion que l'on pouvait notamment retrouver aussi clairement dans le film Om Shanti Om.
De manière plus indirecte, l'histoire de Love Story 2050 peut être analysée au travers de la notion de couple éternel, typique de la culture indienne et qui se retrouve dans tous les textes fondateurs de la culture indienne : Mahabharata (Ajurna, voire les cinq Pandava, et Draupati) ou Ramayana (Rāma et Sītā). Le couple est destiné à être réuni, quels que soient les lieux et les époques.

## Accueil critique
Bien que de bonne facture, le film n'a pas eu le succès escompté. On[Qui ?] lui a reproché notamment le classicisme de l'histoire d'amour ainsi que l'inconsistance de certains personnages, tels que le Dr. Hoshi. Cependant, la critique[Qui ?] a loué la performance de Harman Baweja qui faisait là sa première et remarquée prestation en tant qu'acteur et chanteur.

## Distinctions
Sauf indication contraire, les informations mentionnées dans cette section peuvent être confirmées par la base de données cinématographiques IMDb,  présente dans la section « Liens externes ».

### Récompenses
- Filmfare Awards 2008 : meilleurs effets visuels pour Ian McFadyen, John Dietz et Merzin Tavaria